# 谭耕
譚耕（1963年12月—），加拿大政治人物，自由黨籍，是加拿大國會下議院當河谷北選區的國會議員。他是第一位自中國大陸移民至加拿大的國會下議院議員。譚耕在2015年加拿大國會下議院選舉中當選。在選舉中，譚耕獲得兩萬三千多票，佔總票數的一半以上。他也成為該院首名以官話為母語的議員（其餘華裔議員的母語主要是粵語或英語）。2019年，他宣布不尋求連任議員。

## 生平
譚耕於1963年12月出生於中國北京市，在湖南省長沙市長大，取得過中國大陸高級工程師職稱。在1998年進入多倫多大學留學，先後攻讀化學工程碩士學位以及應用化學博士學位。留學時曾擔任多倫多大學中國學生學者聯誼會主席及加拿大湖南同鄉會會長。畢業後，他在加拿大自然科科學與工程研究委員會做博士後研究，随後再至位於加拿大安大略省粉筆河實驗室工作。從政前在安省電力公司核電部門任職。
2014年4月，譚耕宣布角逐自由黨在當河谷北選區的提名，並獲安大略省議會議員、安大略公民、移民及國際貿易廰長陳國治支持。他随後順利獲得提名，於2015年5月正式開展選舉活動。在同年10月19日舉行的聯邦大選中，他以多數票當選為這一選區的國會下議院議員。

## 提名爭議
譚耕爭取自由黨候選人的提名，是2015年選舉前最具爭議的提名之一，譚被指控招募眾多華裔人士加入自由黨，競爭當河谷北的自由黨提名，大大地挫敗了被青睞的候選人。 譚的反對者指責自由黨推遲提名日期，令到譚能夠簽署足夠的成員贏得提名。 譚的反對者還指責這些成員連會費也沒有支付，稱這個提名是個“鬧劇”。

## 其他爭議
譚耕被指為華商當說客，並接受另一位華商提供資金去中國大陸旅行。該報導披露譚耕自當選國會議員以來頻繁訪問中國，並同當地的中共官員接觸。
國會議員譚耕替涉詐華商傳信-回應：不知騎警調查
加首位大陸背景國會議員譚耕 被指行為不妥

## 選舉紀錄
| 2015年聯邦大選：當河谷北選區 | 2015年聯邦大選：當河谷北選區 | 2015年聯邦大選：當河谷北選區 | 2015年聯邦大選：當河谷北選區 | 2015年聯邦大選：當河谷北選區 |
| 政黨                         | 候選人                       | 票數                         | 百分比                       |                              |
| ---------------------------- | ---------------------------- | ---------------------------- | ---------------------------- | ---------------------------- |
| 自由黨                       | 譚耕                         | 23,494                       | 51.4%                        |                              |
| 保守黨                       | Joe Daniel                   | 17,279                       | 37.8%                        |                              |
| 新民主黨                     | Akil Sadikali                | 3,896                        | 8.5%                         |                              |
| 綠黨                         | Caroline Brown               | 1,018                        | 2.2%                         |                              |